# Red Expres
Red Expres es una cadena de supermercados en Uruguay, que forma parte del Grupo Tienda Inglesa. Esta red se formó con la idea de acercar puntos de venta en diversas localidades del país. La cadena incluye más de 50 sucursales distribuidas en Montevideo, Canelones, Durazno, Maldonado, San José, Soriano Y Río Negro. Cada supermercado tiene su propio nombre, pero a éstos nombres se le suma la marca Red Expres. 

## Historia
En 2023, el Grupo Tienda Inglesa se convirtió en el accionista de Red Expres y tomó el control de locales comerciales, ubicados en Montevideo, Canelones, Maldonado, Durazno, San José, Soriano, y Río Negro, cuyos objetivos era expandir la presencia de Tienda Inglesa bajo la marca Red Expres.

## Servicios
Los servicios ofrecidos por Supermercados Red Expres son los siguientes: Carnicería, Rotisería, Panadería, Fiambrería, Frutas y verduras. 
Estos servicios varían según la sucursal.

## Sucursales
Actualmente, Red Expres tiene un total de cincuenta y nueve sucursales, veintidós se encuentran en Montevideo.
| N.º        | Sucursales                  | Ubicación        |
| Montevideo | Montevideo                  |                  |
| ---------- | --------------------------- | ---------------- |
| 1          | Super Ariel                 | La Blanqueada    |
| 2          | Super Ariel                 | Sayago           |
| 3          | Super Ariel                 | Parque Batlle    |
| 4          | Expres                      | La Teja          |
| 5          | Expres                      | Pueblo Victoria  |
| 6          | Expres                      | Belvedere        |
| 7          | Expres                      | Peñarol          |
| 8          | Expres                      | Malvín Norte     |
| 9          | Expres                      | Maroñas          |
| 10         | Expres                      | Palermo          |
| 11         | Expres                      | Centro           |
| 12         | Expres                      | Colón            |
| 13         | El Tío                      | La Blanqueada    |
| 14         | El Tío                      | La Blanqueada    |
| 15         | El Morro                    | Cerro            |
| 16         | Eco Market                  | Cerrito          |
| 17         | Super Com-va                | Maroñas          |
| 18         | Prisma                      | Brazo Oriental   |
| 19         | Kampante                    | Capurro          |
| 20         | Supermercado Donato         | Pajas Blancas    |
| 21         | Supermercado Donato Express | Pajas Blancas    |
| 22         | Red Expres                  | Nuevo París      |
| Canelones  |                             |                  |
| 23         | Gatti                       | Las Piedras      |
| 24         | Nativo                      | Almenara Mall    |
| 25         | Nativo                      | Suárez           |
| 26         | Nativo                      | Barros Blancos   |
| 27         | Expres                      | Pinamar          |
| 28         | Expres                      | Costa Azul       |
| 29         | Expres                      | La Floresta      |
| 30         | La Cueva                    | Parque del Plata |
| 31         | Fuentes                     | San Luis         |
| 32         | Supermercado Santa Rosa     | Santa Rosa       |
| 33         | Supermercado San Ramón      | San Ramón        |
| 34         | 2 Hermanos                  | Canelones        |
| 35         | Super Rodi                  | Parque del Plata |
| 36         | Paz Plaza                   | La Paz           |
| 37         | Joy Market                  | Pando            |
| 38         | Super Pando                 | Pando            |
| Maldonado  |                             |                  |
| 40         | Hiper Precios               | Maldonado        |
| 41         | Super Del Sol               | Maldonado        |
| 42         | El Viejo Tano               | Piriápolis       |
| Durazno    |                             |                  |
| 43         | Supermercado 18 Sucursal 1  | Durazno          |
| 44         | Supermercado 18 Sucursal 2  | Durazno          |
| 45         | La Familia                  | Durazno          |
| San José   |                             |                  |
| 46         | Super Uno Sucursal 1        | Ciudad del Plata |
| 47         | Super Uno Sucursal 2        | Ciudad del Plata |
| 48         | Expres Sur                  | San José         |
| 49         | Expres Norte                | San José         |
| 50         | Expres Molino               | San José         |
| 51         | Expres Centro               | San José         |
| 52         | Ocho24 Almacenes            | San José         |
| 53         | Santa Cecilia               | Playa Pascual    |
| Soriano    |                             |                  |
| 54         | Alto Sur Supermercado 1     | Mercedes         |
| 55         | Alto Sur Expres 2           | Mercedes         |
| 56         | Alto Sur Express 3          | Mercedes         |
| 57         | Alto Sur Supermercado 4     | Mercedes         |
| 58         | Alto Sur Supermercado 5     | Mercedes         |
| 59         | Alto Sur Supermercado 6     | Mercedes         |
| Río Negro  |                             |                  |
| 60         | Supermercado Carnetel       | Young            |